# Indienne
Indienne je historické označení potiskované jemné bavlněné tkaniny.

## Vlastnosti a způsob výroby
Tkaniny tohoto druhu se vyráběly už od pradávna v Indii. Výroba jemné příze, jemného plátna a potiskování dřevěnými štočky včetně přípravných prací se prováděla ručně. Jen tamější výrobci znali a udržovali v tajnosti techniku zhotovení jemných květinových vzorů ve svěžích barvách, které nevyblednou po vyprání.

## Z historie
Když se v 1. polovině 17. století začal tento zcela nový druh plátna dovážet do Evropy, přišlo toto zboží rychle do obliby a dovážené množství se zvýšilo natolik, že ohrožovalo existenci tuzemských tiskařů. Vlády některých států dovoz zakázaly, zatímco tuzemští tkalci a tiskaři se snažili napodobit způsob výroby „indického plátna“. Technika jeho výroby byla v Evropě známá jen z povrchního popisu obchodníků nebo cestovatelů. Bližší znalosti měli mít tiskaři z tehdejší Osmanské říše, které angažovali někteří podnikatelé a začali s výrobou indienne např. v roce 1670 ve francouzské Marseille a v roce 1678 v holandském Amersfoortu.
V následujících asi 200 letech se v Evropě a v USA výrobou indienne zabývalo až 1000 „indienneur“, které se německy nazývali Kattunfabriken a v češtině kartounky.
Nejvyšší výroba kartounů byla dosažena asi v polovině 19. století. Bylo to hrubým odhadem 700 milionů běžných metrů (šířka 80-120 cm), z toho cca 6 % pocházelo z Čech. Na světové výrobě indienne se podílelo potištěné kaliko z Anglie asi 60 % (v ceně tehdejších cca 7 pencí za 1 m2), kde se na ně spotřebovalo více než 20 % z celkového dováženého množství bavlny. Téměř polovina pláten se vyráběla ručně – tkaných na ručních stavech s potiskováním ručními formami a polovina vznikala průmyslovým způsobem – na (párou poháněných) tkacích, válcových a perotinových strojích. K potiskování se používala jen přírodní barviva (mořena, indigo, boryt aj.). 
Od 2. poloviny 19. století se vyráběly téměř všechny kartounky průmyslovým způsobem. Do  módy přišly jiné druhy tkanin, které kartounky přejímaly stále častěji do svého sortimentu a mnohé podniky zanikly. Až do začátku 20. století se však kartoun stále ještě často používal na jednoduché dámské svrchní oděvy. Jeden z posledních výrobců potiskovaného plátna firma NAK v bavorském Augsburgu byla likvidována v roce 1996.
V 21. století se nabízí v obchodě jako indiennes např. indická ručně potiskovaná tkanina z organické bavlny za 90 až 180 USD / běžný metr.

## Označení indienne pro jiné druhy tkanin
Jako indienne se někdy (obzvlášť ve Francii) také označuje indický chintz. 
Tapety tkané z umělých materiálů s florálními vzory na způsob indienne.

## Galerie potiskovaných pláten

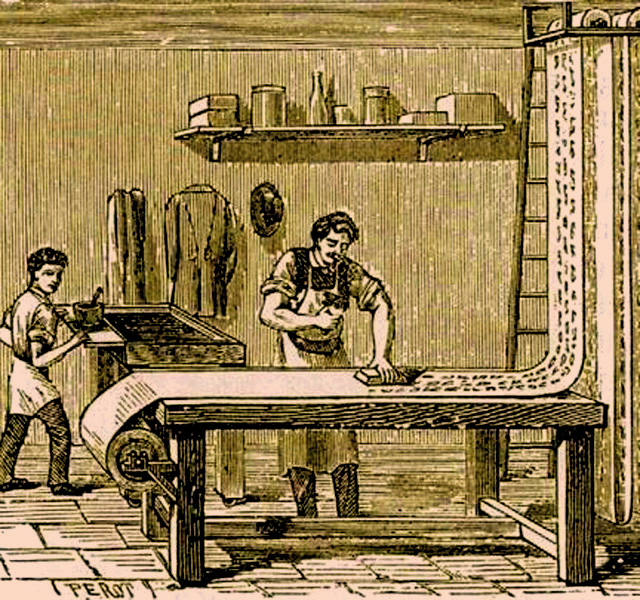
Ruční potiskování indienne
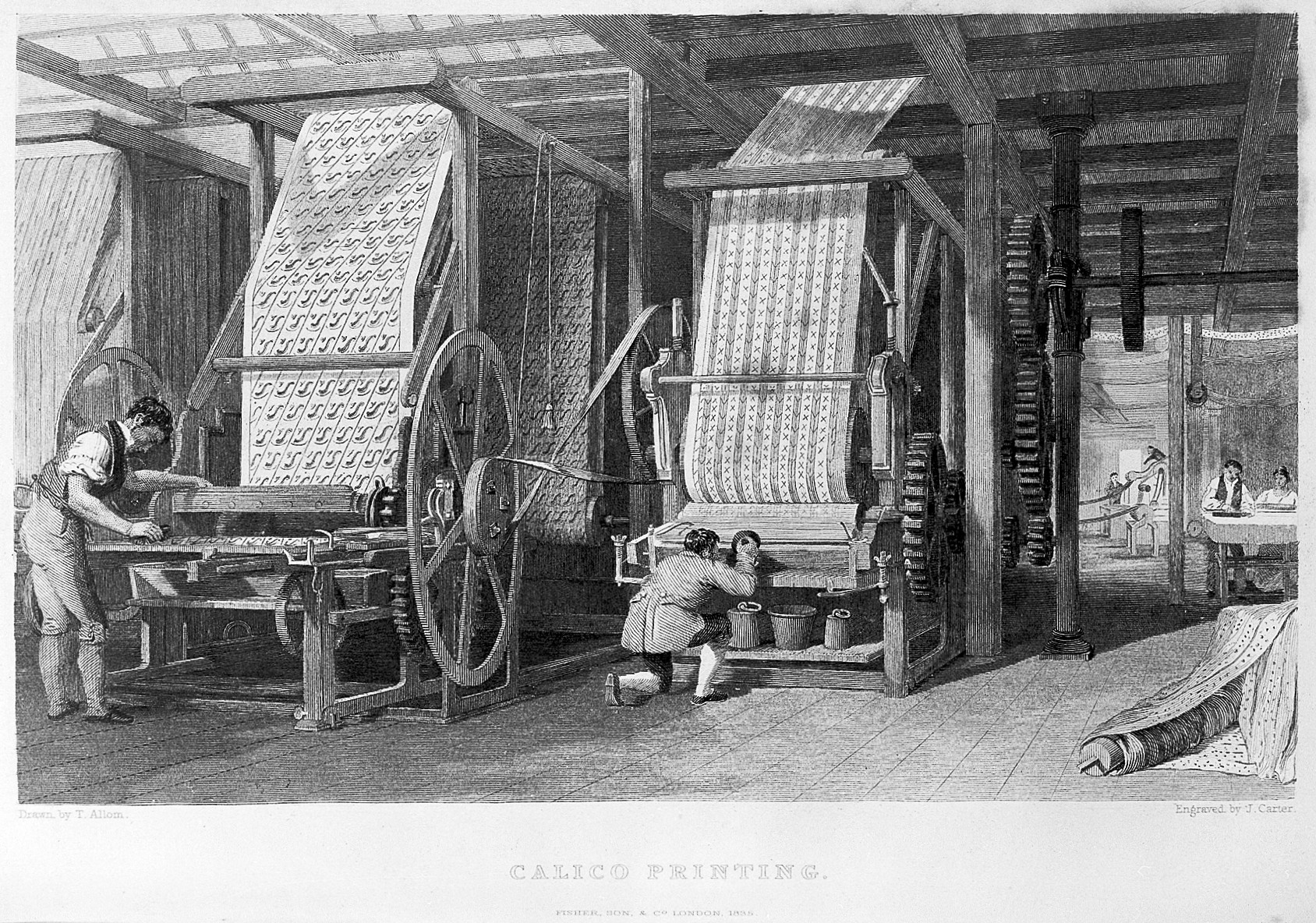
Potiskování indienne-kalika na válcových strojích v roce 1835
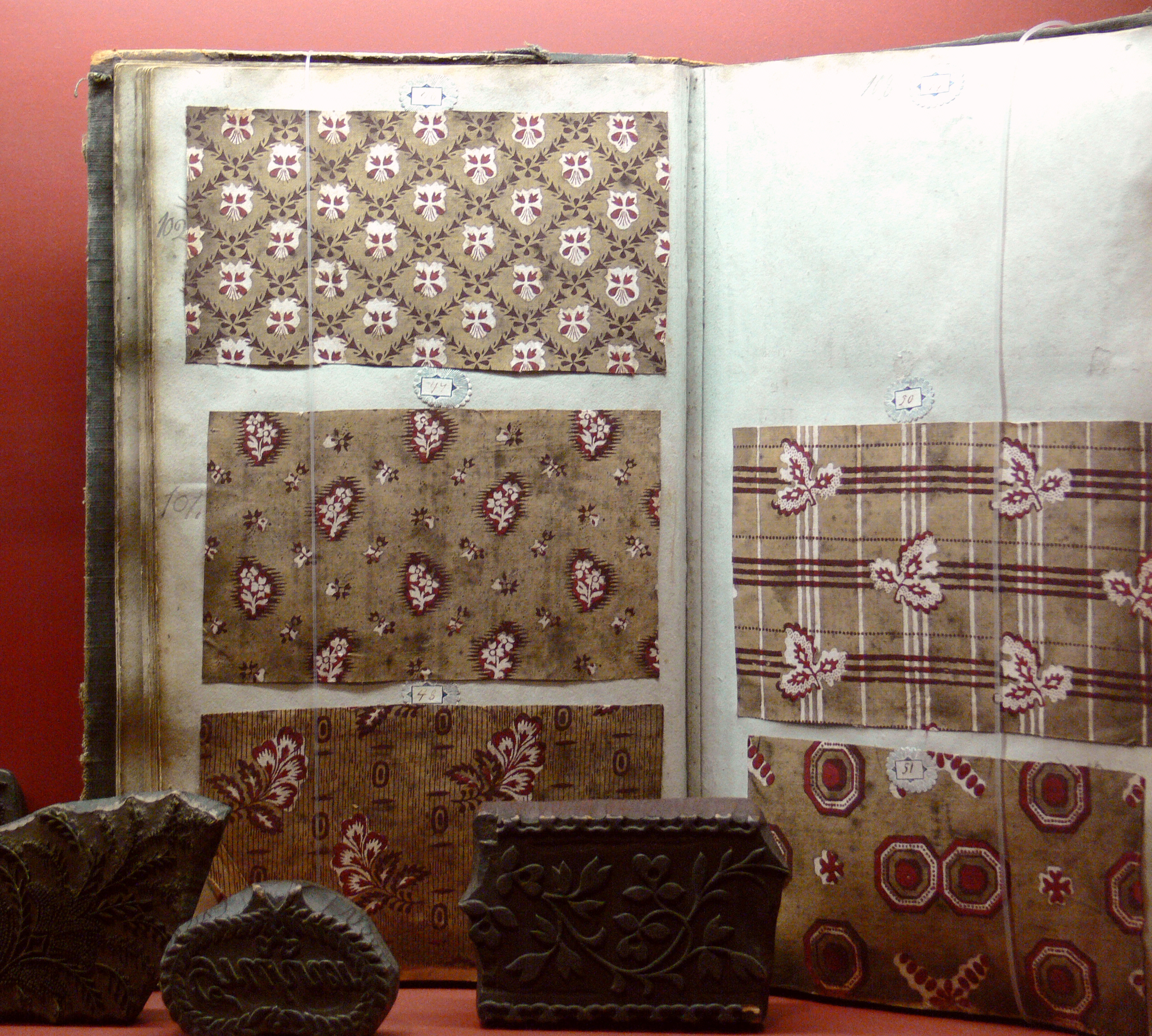
Kniha vzorů a tiskařské formy pro ruční výrobu indienne-kartounů (Zámecké muzeum v Saské Kamenici)
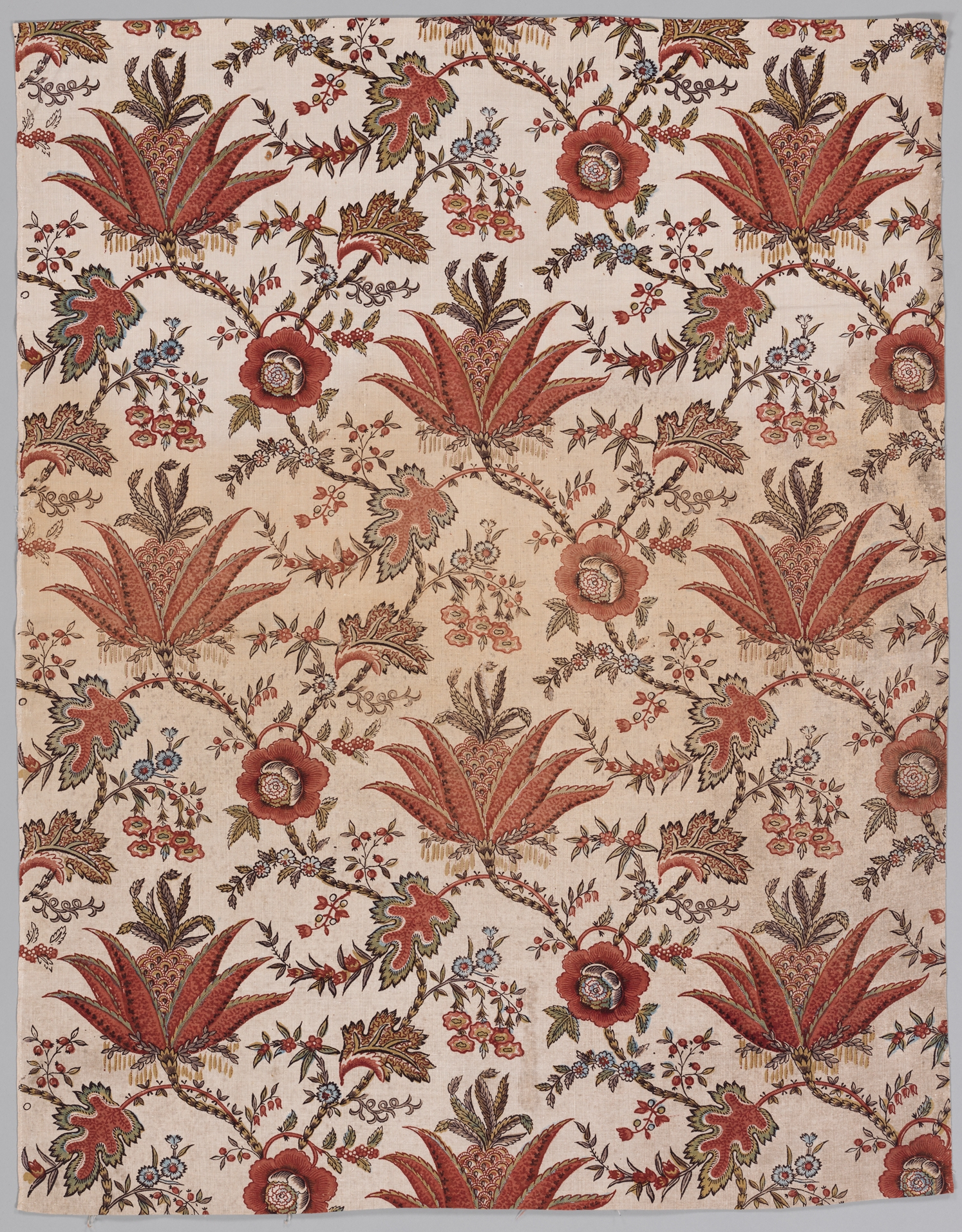
Indienne z alsaské manufaktury z roku 1785
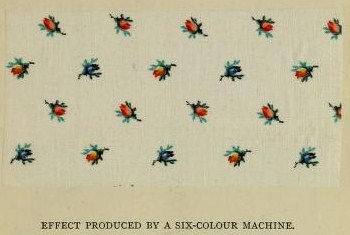
Vzorek kartounu z šestibarevného válcového stroje (1878)
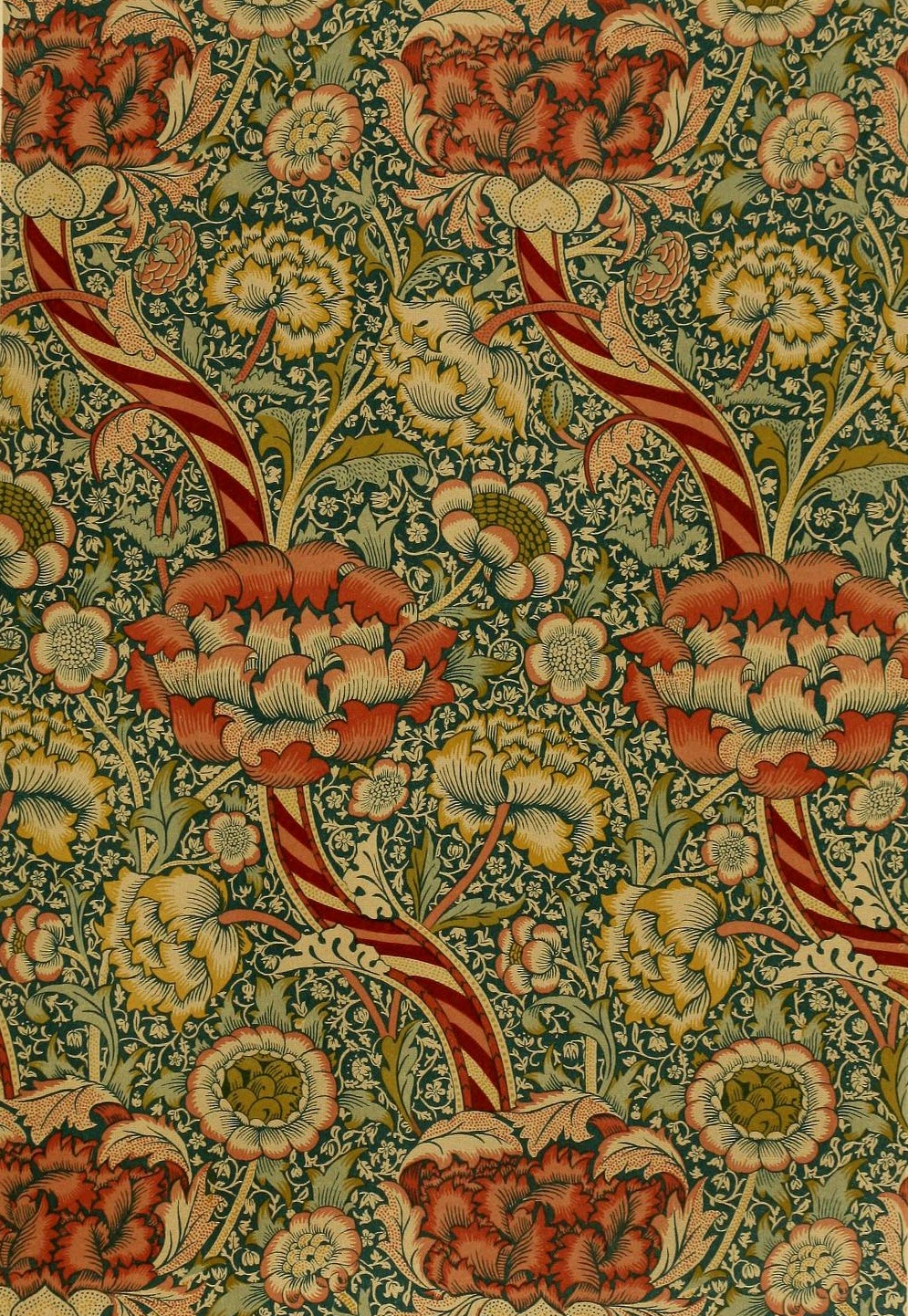
Chintz dezinatéra Morrise z roku 1897